# Шугар-Гроув (Огайо)
Шугар-Гроув (англ. Sugar Grove) — селище (англ. village) в США, в окрузі Феєрфілд штату Огайо. Населення — 429 осіб (2020).

## Географія
Шугар-Гроув розташований за координатами 39°37′43″ пн. ш. 82°32′44″ зх. д. / 39.62861° пн. ш. 82.54556° зх. д. (39.628684, -82.545672).  За даними Бюро перепису населення США в 2010 році селище мало площу 0,78 км², з яких 0,75 км² — суходіл та 0,03 км² — водойми.

## Демографія
Згідно з переписом 2010 року, у селищі мешкало 426 осіб у 155 домогосподарствах у складі 123 родин. Густота населення становила 546 осіб/км².  Було 175 помешкань (224/км²).
Расовий склад населення:
| - 98,1 % — білих - 1,4 % — корінних американців |

До двох чи більше рас належало 0,5 %. Частка іспаномовних становила 0,5 % від усіх жителів.
За віковим діапазоном населення розподілялося таким чином: 30,8 % — особи молодші 18 років, 62,6 % — особи у віці 18—64 років, 6,6 % — особи у віці 65 років та старші. Медіана віку мешканця становила 34,8 року. На 100 осіб жіночої статі у селищі припадало 100,9 чоловіків;  на 100 жінок у віці від 18 років та старших — 89,1 чоловіків також старших 18 років.
Середній дохід на одне домашнє господарство  становив 53 054 долари США (медіана — 49 643), а середній дохід на одну сім'ю — 54 341 долар (медіана — 50 156). За межею бідності перебувало 23,0 % осіб, у тому числі 24,8 % дітей у віці до 18 років та 14,5 % осіб у віці 65 років та старших.
Цивільне працевлаштоване населення становило 226 осіб. Основні галузі зайнятості: освіта, охорона здоров'я та соціальна допомога — 22,1 %, публічна адміністрація — 15,9 %, мистецтво, розваги та відпочинок — 15,0 %.